# Arielina lamottei
Arielina lamottei är en skalbaggsart som beskrevs av Ruter 1969. Arielina lamottei ingår i släktet Arielina och familjen Cetoniidae. Inga underarter finns listade.